# Лебедь Олександр Іванович
Лебедь (по-батькові Лебідь) Олекса́ндр Іва́нович (нар. 20 квітня 1950, Новочеркаськ, Ростовська область — заг. 28 квітня 2002, поблизу селища Арадан, Єрмаковський район, Красноярський край) — російський державний і військовий діяч, Секретар Ради Безпеки Російської Федерації (1996), генерал-лейтенант (1992), губернатор Красноярського краю (1998—2002).

## Життєпис

### Раннє життя
Народився 20 квітня 1950 року в сім'ї робочих. Батько, Іван Андрійович Лебедь (1912—1978), народився в селі Терни Недригайловського району Сумської області України. Був судимий і отримав 5 років таборів за два запізнення впродовж тижня. Мати, Катерина Григор'ївна Максякова (1926—2014), народилася в Рязанській області. З 1930 року жила в Новочеркаську і все життя пропрацювала у міському телеграфі.
В 1962 році Олександр Лебедь став свідком розстрілу демонстрантів на площі Новочеркаська.
Після закінчення школи намагався вступити до льотного училища, проте не пройшов медичну комісію через перевищення допустимого зросту в положенні сидячи.

### Військова служба
У 1969 році вступив до Рязанського вищого повітряно-десантного командного училища, яке закінчив у 1973 році. Після закінчення навчання залишився служити командиром учбового взводу, потім — роти.
З листопада 1981 року перебував на службі в Афганістані. Командував першим батальйоном 345-го окремого парашютно-десантного полка. 
Брав участь у Ніджарабськой операції, де дістав поранення в ноги. Після одужання повернувся до служби.
12 червня 1982 року достроково отримав звання майора. Через місяць, 11 липня, був відправлений для оформлення документів для вступу до Військової академії імені М. В. Фрунзе, яку закінчив з відзнакою у 1985 році.
З березня 1988 року — командир 106-ї повітряно-десантної дивізії, з якою брав участь в бойових зіткненнях і «миротворчих» акціях, зокрема в придушення антирадянських демонстрацій в Тбілісі (квітень 1989) і Баку (січень 1990). Попри те, що, як заявляється, він відмовлявся використовувати силу проти демонстрантів, також стверджується, що саме Лебедь керував спеціальними загонами під час заворушень в Тбілісі, які використали проти демонстрантів саперні лопати і сльозогінний газ. У січні 1990 році парламентська комісія Азербайджана назвала Лебедя людиною, що віддав наказ відкрити вогонь по мирних людях в Баку.
Під час землетрусу в Вірменії 1988 року частина Лебедя надавала допомогу потерпілим від стихійного лиха.
17 лютого 1990 року отримав чин генерал-майора.
Під час серпневого путчу 19 серпня 1991 року, виконуючи наказ ДКНС, разом з батальйоном тульских десантників взяв в оточення будівлю Верховної Ради РРФСР, проте вже на наступний день перейшов на бік Бориса Єльцина.

### Збройний конфлікт в Придністров'ї
23 червня 1992 року під псевдонімом «полковник Гусєв» генерал Лебедь прибув до Тирасполя з інспекційною поїздкою від Міністерства оборони Росії, маючи розширені повноваження на придушення розвитку конфлікту, оскільки офіцери штабу армії з 23 червня 1992 року відмовилися підкорятися генералу Ю. Неткачову, звинувативши його в роботі на Міністерство оборони Республіки Молдова.
З 27 червня 1992 року Лебедь був назначений командиром 14-ї гвардійською загальновійськовою армією, що дислокувалася в Придністров'ї. 
В ніч проти 8 липня 1992 року армія Лебедя накрила артилерийським вогнем молдавських і румунських військових, що, як заявляється, збиралися йти у наступ. Таке рішення Лебедь прийняв попри команду Павла Грачова не відкривати вогонь, так як той сподівався на мирне вирішення конфлікту. Тим не менш, ці дії, як вважається, зупинили збройний конфлікт у Придністров'ї, фактично створивши на території сучасної Молдови квазі-державу Придністровська Молдавська Республіка.
Згодом відносини керівництва ПМР і Лебедя погіршилися. Генерала звинуватили у вбивстві одного з «польових командирів». В свою чергу той відкидав усі звинувачення і напроти, звинуватив керівництво ПМР у тому, що ті не роблять нічого з торговцями зброєю, яких періодично затримувала армія Лебедя. 
З 12 вересня 1993 року Лебедь став депутатом невизнаної ПМР. Тоді ж почав відкритий конфлікт з так званою владою республіки, звинувачуючи її у корупції і заявляючи, що йому «набридло охороняти сон і безпеку шахраїв».

### Чеченська війна
Взимку 1994 року Лебедь розійшовся з Грачовим у поглядах на чеченську війну, яку у тому ж році почала Росія. 
Влітку 1995 року, не погодившись з наказом про реорганізацію 14-ї армії, якою командував Лебедь, в миротворчу оперативну групу, подав рапорт про відставку. 15 червня був звільнений з рядів збройних сил в чині генерал-лейтенанта.
З 15 липня по 3 жовтня 1996 року займав посаду голови комісії з вищих військових посад, а також повноважного представника президента Росії в Чечні.
31 серпня 1996 року після переговорів, що проходили в Чечні, разом з Асланом Масхадовим підписав Хасав'юртівські угоди, що фактично завершили Першу чеченську війну перемогою Чеченської республіки Ічкерія. Пізніше ця мирна угода навіть не згадувалася російською стороною.

### Політична кар'єра
Член КПРС з 1972 по 1991 роки. Політикою почав цікавитися після «перебудови». Був делегатом з'їздів КПРС.
Повноцінно увійшов в політику вже після своєї відставки. У квітні 1995 року приєднався о Конгресу російських громад, очолюваного Ю. Скоковим та Д. Рогозіним. 17 грудня того ж року був обраний депутатом Державної думи 2-го скликання від тульського одномандатного виборчого округу № 176. Входив до депутатської групи «Народовладдя».

#### Кандидат в президенти Росії
11 січня 1996 року на черговому з'їзді Конгресу російських громад ініціативною групою делегатів був висунутий кандидатом у президенти Росії. Під час виборів президента активно розглядався варіант створення альянсу Лебедь-Федоров-Явлінський, що іменувався «третьою силою» як альтернатива Єльцину та Зюганову.
У ході першого туру президентських виборів 16 червня 1996 як незалежний кандидат набрав 14,7 % голосів виборців, посівши третє місце. Перед другим туром виборів закликав підтримати Єльцина, отримавши натомість 18 червня пост секретаря Ради безпеки РФ «з особливими повноваженнями». Став помічником президента РФ з національної безпеки.

#### Губернатор Красноярського краю
Після початку своєї діяльності як незалежного політика і голови партії Лебедь стикнувся з серйозними проблемами, зокрема з фінансовою складовою своєї політичної діяльності. Це було пов'язано в першу чергу з тиском керівництва країни в особі Єльцина на колишні джерела фінансування Лебедя.
Тоді Лебедь прийняв спробу балатуватися в губернатори Красноярського краю. Вибори він виграв, набравши 59 % голосів і обійнявши посаду губернатора 17 травня 1998 року. 
Зайнявши посаду, у Лебедя виник конфлікт із керівництвом комбінату Норильський нікель і, відповідно, з його власником — В. О. Потаніним. Ініційована Лебедем перевірка комбінату показала настільки серйозні порушення, що це дозволяло збанкрутувати підприємство. Однак це було небажано, оскільки комбінат давав третину всіх надходжень до бюджету.
Пізніше у нового губернатора виник конфлікт із місцевим підприємцем, який контролював Красноярський алюмінієвий завод, Анатолієм Биковим. Останній підтримав Лебедя на виборах, проте Лебедь, у свою чергу, відмовився виконувати побажання спонсора, який хотів взяти під свій контроль більше підприємств. Такі вимоги Бикова призвели б до значного зниження надходжень до бюджету, тоді як на грудень 1999 року Красноярський алюмінієвий завод вже заборгував співробітникам 3 мільярди рублів. Конфлікт закінчився тим, що група ФСБ, яка приїхала з Москви, зібрала достатньо відомостей для взяття Бикова під арешт.

На посаді губернатора був відомий своїми гучними заявами. Зокрема висловлювався про те, хто причетний до вибухів у Рязані, так званому «рязанському цукру»:
...после второго взрыва в Москве милиция нашла бомбу в подвале жилого дома в Рязани. Ещё через неделю французская газета «Le Figaro» спросила бывшего секретаря Совета безопасности России Александра Лебедя: возможно ли, что Российское правительство организовало террористические акции против своих граждан? «Я в этом почти уверен» — таков был ответ Лебедя. Чтобы поговорить с инакомыслящим генералом в Красноярск полетел Березовский. После визита Березовского Лебедь замолчал.

### Загибель
Загинув у авіакатастрофі 28 квітня 2002 року. Того дня Лебедь разом зі співробітниками своєї адміністрації вирушив на відкриття нової лижної траси в Єрмаковському районі на півдні Красноярського краю на вертольоті Мі-8, що належав авіакомпанії «Єнісейський меридіан». 
Гелікоптер впав з висоти 30 метрів, зіткнувшись із проводом лінії електропередач біля автомобільної траси М-54 «Єнісей» за 100 кілометрів від районного центру — села Єрмаковське. Катастрофа сталася о 10:15 за місцевим часом. Свідками трагедії стали працівники транспортної поліції, які чергували на трасі. У катастрофі загинули вісім людей, включаючи губернатора Лебедя, який помер по дорозі до лікарні Абакана.
Для розслідування катастрофи було створено спеціальну комісію, яку очолював міністр з надзвичайних ситуацій Сергій Шойгу. Державна комісія дійшла висновку, що причиною катастрофи стала «незадовільна підготовка екіпажу до виконання польоту». Попри це, декотрі вважають, що смерть губернатора не була випадковою.

## Погляди
Під час перебування у Молдові називав владу так званої Придністровської Молдавської Республіки хуліганами, а владу Молдови — фашистами. Це було пов'язано з тим, що постійні зіткнення між сепаратистами і правоохоронними органами Молдови кожен раз коштували комусь життя. Пізніше, вже на посаді губернатора Красноярського краю, він казав:
Я сказав хуліганам у Тирасполі та фашистам у Кишиневі — або ви припините вбивати один одного, або я усіх вас розстріляю своїми танками
Лебедь вважав, що розміри Росії не дозволяють нормально керувати країною з одного центру, «поки сигнал з голови динозавра доходить до хвоста, його потрібно повернути в протилежну сторону, а зворотний зв'язок взагалі не передбачений». Центр повинен займатися тільки тим, чим він повинен займатися — обороною і подібним, а всі господарські питання потрібно вирішувати на місцях, і для цього більша частина податків повинна надходити в місцеві бюджети. Податки мають бути цільовими, а не безслідно зникати у федеральному бюджеті.
Вважав, що російську армію слід реформувати так, щоб у ній залишилося лише 15 повністю укомплектованих танкових і піхотних дивізій, а також 15 дивізій резерву, доповнених 5—6 авіаційними бригадами. Військово-повітряні сили можна скоротити до однієї тисячі літаків. Повний перехід на службу за договором за умов РФ він вважав недосяжним і непотрібним. Але ті, хто захотів би проходити альтернативну службу, повинні мати таку можливість — більше половини часу та сил офіцери витрачають на солдатів, яких взагалі не слід призувати. Лебедь вважав, що не можна скорочувати армію, викидаючи професійних військових на вулицю без житла та роботи — їхні навички будуть потрібні злочинним елементам. Загалом, в армії має бути більше мобільних з'єднань та сучасне озброєння.

### НАТО
Виступав проти розширення НАТО на схід, сподівався на «складний, але цивілізований діалог» з керівництвом альянсу. Проте згодом змінив свою думку під час візиту до США у 1997 році, де неодноразово наголошував, що російська армія не повинна втручатися в політику, що перешкоди для іноземних інвестицій повинні бути усунені і що він не буде перешкоджати розширенню НАТО в Східній Європі.

### Україна і відродження СРСР
Декілька разів висловлювався щодо відродження СРСР. Будучи командувачем 14-ї армії в Молдові, Лебедь заявив, що слов'янські нації колишнього Радянського Союзу — Росія, Білорусь і Україна — возз'єднаються до кінця століття, можливо, з Казахстаном. Подібні заяви зробили Лебедя популярним в колах російських націоналістів. Проте пізніше Лебедь неодноразово заявляв, що, хоча він вірить в об'єднання, він категорично проти застосування сили для відтворення колишньої держави.
Називав відтворення радянської імперії безнадійною мрією. Також різко критикував радянську владу в Центральній Європі та вважав падіння Берлінської стіни «актом здорового глузду».
У відкритому листі, опублікованому в газеті Чорноморського флоту, заявив, що українське портове місто Севастополь належить Росії. Назвав Росію та Україну двома «органічно пов'язаними» слов'янськими державами. Лебедь також часто закликав до розміщення російських військ у сусідніх країнах, таких як Україна, вимагаючи заходів для захисту прав етнічних росіян, які проживають як меншини на території колишніх радянських держав.

Не бачив ніякої різниці між українцями і росіянами, фактично вважав їх одним цілим, про що заявляв 15 грудня 1995 року в етері радіостанції «Маяк»:
Вопрос о Черноморском флоте покрылся ржавчиной. Ни Россия, ни Украина не могут решить этот вопрос. Это большой идиотизм и преступление против нашего общего будущего. Нет ни одного археолога, историка или кого-либо еще, кто бы точно объяснил, в чем разница между украинцами и русскими

## Сім'я
- Іван Андрійович Лебедь (1912—1978) — батько, народився в селі Терни Недригайловського району Сумської області. Володів спеціальностями автослюсаря, столяра, маляра, покрівельника, пічника і тесляра[2].
- Катерина Григор'ївна Максякова (1926—2014) — мати, народилася в Рязанській області, телеграфістка.
- Олексій Іванович Лебедь (1955) — брат, російський політик і військовик. У 1997—2009 роках голова республіки Хакасія.
- Інна Олександрівна Лебедь (до шлюбу Чіркова) — дружина, за фахом викладачка математики.
- Діти: Олександр (1972), Катерина (1973), Іван (1979)[32].

## Пам'ять
- Олександр Лебедь, зображений на поштовій марці так званої Придністровської Молдавської Республіки зразку 2007 рокуОлександр Лебедь, зображений на поштових марках так званої Придністровської Молдавської Республіки зразку 2017 рокуВлада Новочеркаська, рідного міста Лебедя, ухвалила рішення дати його ім'я вулиці Горбатій (у період СРСР — вулиця імені Свердлова), де Лебідь народився і жив.
- Назву вулиця Генерала Лебедя було присвоєно новоствореній вулиці в районному центрі Курагіно Красноярського краю.
- У Красноярську та Ачинську існують кадетські корпуси, засновані О. І. Лебедем. При ньому відкрито музей генерала, де виставлено, зокрема, його бойові нагороди. 28 квітня 2016 року на території корпусу було відкрито пам'ятник Лебедю.
- 8 лютого 2003 року рішенням депутатів Законодавчих зборів Красноярського краю безіменним вершинам хребта Єргаки Західних Саян було присвоєно найменування «Вершина Олександра Лебед» і «Вершина Надії Кольби».
- У грудні 2003 року авіакомпанія «КрасЭйр» назвала один зі своїх бортів Ту-204-100 з бортовим номером RA-64020 ім'ям Олександра Лебедя. Саме Олександру Лебедю належала ідея називати літаки Ту-204 авіакомпанії «КрасЭйр» іменами знаменитих красноярців[33].
- У липні 2007 року в так званій Придністровській Молдавській Республіці було випущено серію з двох поштових марок з портретом генерала Лебедя[80].
- 12 червня 2012 року відкрито пам'ятник О. І. Лебедю в місті Бендери[34].
- 25 липня 2012 року на честь 20-річчя початку збройного конфлікту у Придністров'ї, Військовому інституту «Міністерства оборони ПМР» присвоєно ім'я Олександра Лебедя.
- Композитор Леонід Десятников у 2002 році присвятив пам'яті Лебедя п'єсу для двох фортепіано Du côté de chez swan (фр. «У бік Лебедя»).
- У Придністров'ї було випущено пам'ятну срібну монету 5 рублів із зображенням О. І. Лебедя тиражем в 1000 штук.
- У 2017 році пошта так званої Придністровської Молдавської Республіки  випустила 2 поштові марки, присвячені О. І. Лебедю.
- З 28 по 29 квітня 2018 року в Красноярському державному аграрному університеті відбувся шаховий турнір на честь Олександра Лебедя.

## Твори
- Спектакль назывался путч. — Тирасполь: Видавництво «Лада», 1993. — ISBN 5-7250-0024-9.
- Идеология здравого смысла. — Москва: ООО «Русь-Фильм», 1997. — ISBN 5-8065-0001-2.
- За державу обидно. — Красноярськ: «Честь и Родина», 2004. — ISBN 5-7482-0006-6.
- И возродится Русь. — Москва: Фонд развития отечественной культуры, 2000. — ISBN 5-93302-003-6.